# Горган (пам'ятка природи)
Горган — ботанічна пам'ятка природи місцевого значення в Україні. Розташована на території Яремчанської міської громади Івано-Франківської області, на південний захід від міста Яремче (на північний захід від вершини гори Явірник-Горган).
Площа — 3 га, статус отриманий у 1988 році. Перебуває у віданні ДП «Делятинський держлісгосп» (Горганське лісництво, квартал 18, виділ 18).